# Adrian Peterson
Adrian Lewis Peterson (n. Palestine, Texas; 21 de marzo de 1985), más conocido como Adrian Peterson, es un jugador profesional estadounidense de fútbol americano. Juega en la posición de running back y actualmente es agente libre.
Jugó al fútbol americano universitario durante tres años para la Universidad de Oklahoma. En su primera temporada obtuvo el récord de más yardaje en la historia de la NCAA para un novato, con 1,925 yardas, y fue seleccionado para el primer equipo All-American.
Peterson fue seleccionado por los Minnesota Vikings con la séptima selección global de la primera ronda del draft del 2007 a pesar de tener una lesión en el cuello y ser puesto en duda por numerosos scout debido a las lesiones. Peterson es conocido como un corredor alto (188 cm), con una combinación de velocidad (100 metros en 10.19 segundos y 40 yardas en 4.37 segundos), fuerza física, agilidad y gran resistencia, junto con una excelente visión de campo. Peterson ha sido comparado con jugadores legendarios como, Eric Dickerson, O.J. Simpson, Bo Jackson, y Jim Brown.
En la votación de la NFL network series para los 100 mejores jugadores de la liga de 2011 Peterson se ubicó como el tercer jugador más votado de ese año, solo detrás de los quarterbacks Tom Brady y Peyton Manning.
En la temporada 2013, Peterson se convirtió en el tercer jugador que más rápido llega a las 10 000 yardas por tierra en la historia de la NFL.

## Biografía
Nació en Palestine, Texas, sus padres son Nelson Peterson y Bonita Jackson. Viene de una familia deportiva pues su padre fue jugador de baloncesto en la Universidad Estatal de Idaho, y su madre era velocista de pista y compitió en la Universidad de Houston. Su tío, Ivory Lee Brown, jugó una temporada en la NFL para los Phoenix Cardinals en 1992. Adrian Peterson se ha sobrepuesto a crisis familiares a lo largo de toda su vida. Tenía trece años cuando su padre fue condenado a diez años de prisión por blanqueo de dinero relacionado con tráfico de drogas. Nelson Peterson estuvo casi ocho años en la cárcel, salió en libertad en octubre de 2006. El hermano de Adrian Peterson, Brian, murió cuando tenía nueve años arrollado por un conductor ebrio mientras montaba en bicicleta. Su hermanastro, Chris Paris, murió por disparo de arma de fuego en Houston, Texas, en 2007.
Tiene una hija, Adeja. Actualmente reside en Eden Prairie, a las afueras de Minneapolis, Minnesota, con sus hermanos, Derrick y Eldon Peterson.
Un hijo de dos años de edad de Peterson murió el 11 de octubre de 2013 en un hospital de Sioux Falls, Dakota del Sur debido a las heridas sufridas durante un supuesto asalto por el novio de la madre del niño, Joseph Robert Patterson.

## Trayectoria deportiva

### Instituto
Peterson siguió interesado en los deportes cuando entró en el instituto de Palestine. Compitió en atletismo para el equipo del instituto. Destacó entre los demás muy pronto, y ganó numerosas medallas en los 100 metros, 200 metros, salto de longitud y triple salto. El entrenador de Peterson ha dicho que cree que si no hubiera elegido una carrera en fútbol americano, podría haber llegado a ser un sprinter o un saltador olímpico. Sus mejores tiempos fueron de 10.19 segundos en los 100 metros, 21.23 segundos en los 200 metros y 47.6 segundos en los 400 metros. No siguió compitiendo en la Universidad de Oklahoma, pero desde que llegó a la NFL, Peterson entrena cada offseason en los 200 metros y en los 400 metros, para mantener la velocidad. Peterson también jugó a baloncesto, en la misma posición que su padre.
Pero donde más destacó fue en fútbol americano, y fue considerado el mejor running back de instituto de los Estados Unidos. Finalizó la campaña 2002, con 2051 yardas en 246 carreras con un promedio de 8.3 yardas por carrera, y con 22 touchdowns. En su última temporada en la preparatoria en el 2003, obtuvo 2960 yardas en 252 carreras, con un promedio de 11.7 yardas por carrera, y 32 touchdowns. Al concluir su carrera de fútbol americano en la preparatoria anunció que jugaría al football universitario con los Sooners de la Universidad de Oklahoma. Entre sus otras opciones estuvieron USC, Texas, Texas A&M, UCLA, Arkansas y Miami.
Después de que Maurice Clarett fracasó al demandar a la NFL sobre su límite de edad en 2004 hubo un considerable debate sobre si cualquier jugador de football de preparatoria podría estar en condiciones de hacer el salto a la NFL. El jugador más mencionado en este debate fue Adrian Peterson.

### Universidad

#### 2004
Durante su primera temporada, Peterson rompió muchos récords de la NCAA, corriendo 1925 yardas y primero en la nación con 339 carreras. Fue finalista para el Heisman Trophy, terminando segundo después del quarterback Matt Leinart de USC (primera selección de los Arizona Cardinals del 2006). También fue finalista para el premio Doak Walker. Entre otros honores se incluyen ser el primer jugador de Oklahoma que en su año de novato fue nombrado All-American. Peterson contribuyó para la temporada invicta de los Sooners y participó en el 2005 BCS National Championship Game.

#### 2005
El tiempo de juego de Peterson se vio limitada por un esguince en el tobillo. Se lesionó en el primer partido de la temporada contra Kansas State University. A pesar de no participar en cuatro partidos, corrió 1108 yardas y realizó catorce touchdowns en 220 carreras finalizando con el segundo número de yardas en la conferencia Big 12. Su temporada 2005 fue también notable gracias a una carrera de ochenta y cuatro yardas contra Oklahoma State University. Al finalizar la temporada, fue nombrado miembro del equipo de la conferencia Big 12.

#### 2006

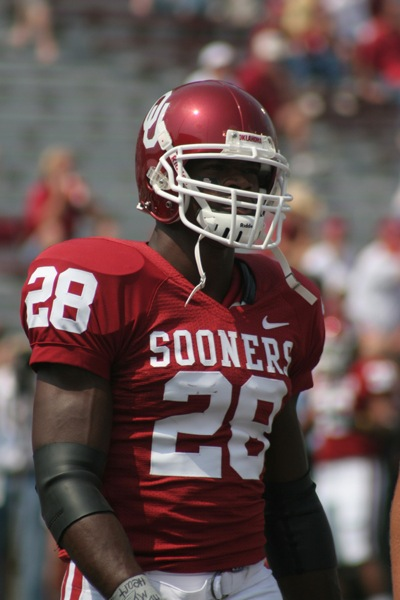
Peterson con Oklahoma Sooners en 2006.

Su padre Nelson Peterson salió de la cárcel durante la temporada 2006 y pudo ver a su hijo por primera vez el 14 de octubre de 2006, cuando Oklahoma jugó contra Iowa State. Oklahoma derrotó a Iowa State en ese partido, pero Adrian Peterson se fracturó la clavícula al caer en la zona de anotación después de una carrera de 53 yardas. Durante una conferencia de prensa el 18 de octubre, Peterson dijo que podría estar fuera entre cuatro y seis semanas. En el momento de la lesión, Peterson necesitaba sólo 150 yardas para pasar a Billy Sims como líder de todos los tiempos de Oklahoma en yardas. No pudo regresar para la temporada regular, pero sí para el último partido contra Boise State en el Fiesta Bowl, donde corrió 77 yardas. Terminó su carrera universitaria con 1112 yardas en su última temporada con un total de 4045 yardas, quedándose a solo 74 yardas de Billy Sims.

### NFL

#### Minnesota Vikings
El 15 de enero de 2007, Peterson declaró que iba a renunciar a su último año colegial y entrar al draft del 2007. Las inquietudes acerca de las heridas sufridas durante la universidad se señalaron por los medios de comunicación y los posibles equipos de la NFL. Comenzó 22 de 31 partidos en su carrera universitaria y se perdió varios encuentros debido a una dislocación de hombro en su primer año, un esguince en el tobillo en su segundo año, y una fractura de clavícula en su último año en Oklahoma, por lo que su durabilidad estaba a discusión. Antes del draft, Peterson fue comparado con Eric Dickerson.
En el 2007 Combine, Peterson impresionó a los scouts, corriendo las 40 yardas en 4.38 segundos (bajó ese tiempo a 4.37 en el pro Day de Oklahoma), a pesar de estar aún recuperándose de su lesión de clavícula rota.
El 28 de abril de 2007, Peterson fue la primera selección de los Minnesota Vikings (selección global del draft del 2007). Peterson fue el primer corredor seleccionado en el reclutamiento. En una conferencia de prensa durante el Draft, Peterson anunció: «mi clavícula, yo diría que esta 90 % curada. Una gran cantidad de equipos lo saben, y no veo que me detenga en mi preparación para esta temporada».
Peterson cree que es un jugador que puede construir una franquicia a su alrededor. En una entrevista con IGN, dijo, «Soy un jugador que viene con la determinación de cambiar un equipo, Quiero ayudar a mi equipo a llegar a los playoffs, y ganar. Quiero llevar a la gente al estadio. Quiero que la gente entre al juego para ver lo que puedo hacer. Cosas como las que pueden cambiar la actitud de una organización. Quiero ganar». Más tarde le dijo al Star Tribune, en una entrevista, «yo quiero ser el mejor jugador en jugar este deporte».
Desde que fue seleccionado por los Vikings, se ha especulado que Peterson tendría que someterse a cirugía para curarse la clavícula, por la lesión sufrida durante la universidad, pero se reveló el 16 de mayo de 2007 que no la necesitaría.
Casi tres meses después de haber sido reclutado, firmó con los Vikingos el 29 de julio de 2007. Firmó por 40.5 millones de dólares por cinco años, con 17 millones de dólares garantizados.

##### 2007
Después de solo once semanas con los Minnesota Vikings, Peterson ya era considerado entre los mejores corredores de la NFL. Durante la pretemporada, Peterson anunció que sus objetivos eran ser nombrado novato del año y llegar a las 1800 yardas en la temporada, rompiendo el récord de la liga como el novato con más yardas, tal y como él lo hizo en su primera temporada en Oklahoma. La marca era de Eric Dickerson con 1808 yardas.
El 10 de agosto de 2007, Peterson hizo su debut con los Minnesota Vikings en la pretemporada contra los St. Louis Rams. Peterson corrió 33 yardas en 11 carreras. El 9 de septiembre de 2007, Peterson corrió 103 yardas en diecinueve carreras en su primer partido de la temporada regular en la NFL contra los Atlanta Falcons. Además marcó su primer touchdown en un recepción de sesenta yardas. A lo largo de sus primeros tres encuentros de la temporada regular, realizó 431 yardas. Por su desempeño durante los tres juegos, Peterson recibió el premio de novato ofensivo del mes en septiembre y octubre de 2007.
Su revelación fue el 14 de octubre de 2007 contra los Chicago Bears, anotando 3 veces y rompiendo el récord de la franquicia con 224 yardas en 20 carreras. Tras su gran rendimiento, Deion Sanders, analista de NFL Network dice lo siguiente acerca de Peterson: «él tiene la visión de un Marshall Faulk, el poder de un Terrell Davis, y la velocidad de un Eric Dickerson. Oremos que tenga La resistencia de un Emmitt Smith». También ha sido comparado con Walter Payton y Bo Jackson por el periodista deportivo Jim Souhan, de Star Tribune.
Tres semanas después, el 4 de noviembre, Peterson rompió su propio récord y el de la NFL de más yardas en un partido con 296 yardas en 30 carreras y 3 TDs, además de una recepción para 19 yardas contra los San Diego Chargers. La marca anterior era de Jamal Lewis de los Baltimore Ravens quien consiguió 295 yardas en contra de los Cleveland Browns en el 2003. Ese juego de Adrian fue su segundo partido de más de 200 yardas, una proeza que ningún otro novato jamás ha logrado en una temporada. Pero solo una semana después de este partido, Peterson se lesionó del ligamento lateral de la rodilla derecha contra los Green Bay Packers, le tomó un mes recuperarse, reapareciendo contra los Detroit Lions corriendo «solo» 116 yardas y 2 anotaciones.
Peterson finalizó la temporada regular con 1341 yardas por tierra, 12 anotaciones, siendo elegido para primer equipo de la NFC para el Pro Bowl. Debido a su gran actuación fue nombrado el jugador más valioso de este juego.

##### 2008

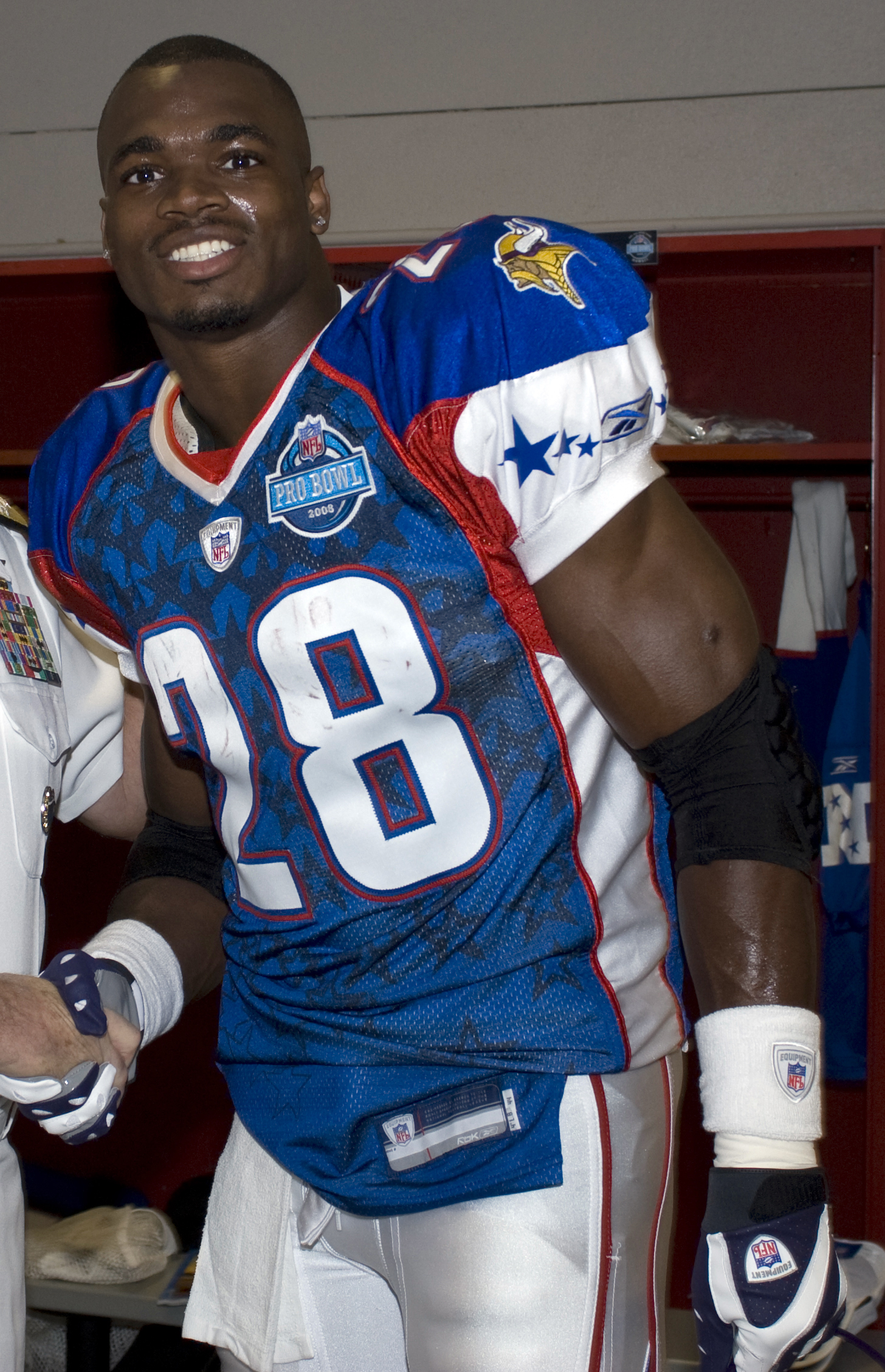
Adrian Peterson en el Pro Bowl de 2008.

Adrian Peterson y los Vikings inician la temporada 2008 con grandes expectativas, tal y como lo hizo durante su temporada de novato. Peterson se propone metas altas incluyendo una campaña de 2000 yardas y MVP de la NFL; pero algunas preguntas quedaron en el aire, como, ¿cuál es la durabilidad de Peterson? y si ¿la línea ofensiva de los Vikings será capaz de para dominar a las defensas rivales?
En su segunda temporada tiene mejores números que en la anterior. Finaliza la campaña con: 363 intentos para 1760 yardas terrestres, 10 TDs, y un promedio de 4.8 yardas por cada acarreo. En recepciones tiene 21 pases recibidos para 125 yardas. Su marca por tierra es la segunda de la historia de la NFL para un RB de segundo año, solo debajo de Erick Dickerson de Los Angeles Rams durante la temporada de 1984 con 2105 yardas.
Con la ayuda de Peterson los Vikings terminan la campaña regular como campeones de la División Norte de la NFC con marca 10-6.
El primer juego de postemporada de Adrian es en contra de los Philadelphia Eagles, donde los «Vikes» son derrotados por 26-14. Peterson consigue 83 yardas terrestres y 2 TDs.
Peterson es seleccionado a su segundo Pro Bowl y es nombrado All Pro de primer equipo.

##### 2009
Antes del comienzo de la temporada 2009, los analistas deportivos nombraban a Peterson como el mejor corredor en la NFL en la actualidad. La llegada del veterano quarterback Brett Favre a los Vikings trajo especulaciones sobre el nuevo papel de Peterson en la ofensiva. El entrenador en jefe Brad Childress, sin embargo, declaró que quería seguir apoyándose en Peterson, dándole una gran cantidad de acarreos, (aunque conforme transcurrió la campaña se demostró que no fue así). Favre funcionó muy bien en la ofensiva durante la primera mitad de la temporada, incluso se restablecimiento la capacidad de Peterson dentro del ataque aéreo del equipo. Peterson tuvo 917 yardas por tierra hasta la semana 10, mientras que los Vikings tenían una muy respetable marca de 8-1.
Peterson, abrió la temporada corriendo para 180 yardas en 25 oportunidades y 3 TDs contra los Cleveland Browns, estableciendo un nuevo récord de franquicia para la apertura de temporada. De nuevo rompió la barrera de cien yardas en la semana seis en contra de los Baltimore Ravens, con 143 yardas y 22 acarreos. El siguiente juego de Peterson de más de 100 yardas fue contra los Detroit Lions con 133 yardas en 18 acarreos. Después del juego en contra de Detroit, Peterson fue nombrado el jugador FedEx Ground de la semana.
Por tercer año consecutivo, Peterson es seleccionado al Pro Bowl y nombrado All Pro de primer equipo. Nueve Vikings más lo acompañarán al juego de estrellas en Miami, Florida.
Adrian concluye la temporada regular con: 314 intentos para 1383 yardas terrestres, 18 TDs (líder de la liga en este departamento), y un promedio de 4.4 yardas por cada acarreo. En recepciones tiene 43 pases recibidos para 436 yardas. Su punto débil siguen siendo los fumbles, con 7.
Los Vikings concluyen la temporada regular con marca de 12-4 y campeones de la NFC Norte, asegurando su lugar en la postemporada.
En el juego divisional, Peterson colabora con 63 yardas terrestres y 19 aéreas en la aplastante victoria de los Vikes sobre los Dallas Cowboys por 34-3.

##### 2010
Peterson inició la temporada con fuerza, con 392 yardas y tres touchdowns en los primeros 3 partidos. En la semana 6 contra los Dallas Cowboys, se acercó a la marca de las 5000 yardas por tierra. En la semana 7, Peterson fue segundo en la liga con 684 yardas, promediando 114 yardas por juego, pero los Vikings se habían hundido en una decepcionante marca de 2-4. Para la última semada de la temporada Peterson había corrido para 1267 yardas y 12 touchdowns; por aire tuvo 36 recepciones y un TD. Los Vikings finalizaron la campaña regular con un mediocre 6-9 perdiendo la postemporada y finalizando en último lugar de la División Norte de la NFC.
Peterson representará a su equipo en el Pro Bowl. Peterson hasta ahora ha sido seleccionado para el Pro Bowl todos los años en que ha jugado en la NFL.

##### 2011
De acuerdo al website NFL.com, Peterson se ubicó como el tercer mejor jugador de la NFL para la temporada 2011, por detrás de Tom Brady y Peyton Manning. El 10 de septiembre de 2011, los Vikings renovaron a Peterson por 96 millones de dólares por siete temporadas, convirtiéndose en el corredor de balón mejor pagado en la historia de la NFL. Peterson alcanzó las 6000 yardas por tierra el 18 de septiembre de 2011 en una derrota en contra de los Tampa Bay Buccaneers. El 9 de octubre, Peterson anotó tres touchdowns en el primer cuarto contra los Arizona Cardinals, estableciendo un récord de la franquicia. Más tarde ganaría la distinción de la NFC del Jugador Ofensivo de la semana por su actuación durante el juego. En la jornada 10 contra los Oakland Raiders, Adrian sufrió un esguince en el tobillo con lo que se perdería el juego de la semana 11 en contra los Atlanta Falcons.
El 24 de diciembre de 2011, Peterson fue lesionado en la rodilla izquierda y sacado del campo en una victoria de los Vikes 33-26 sobre los Washington Redskins. El 26 de diciembre de 2011 es colocado en la lista de lesionados debido a una rotura del ligamento cruzado anterior y del ligamento colateral tibial.
Por primera vez en su carrera, Peterson no pudo registrar una temporada de 1000 yardas después de jugar sólo 12 partidos durante el año.

##### 2012

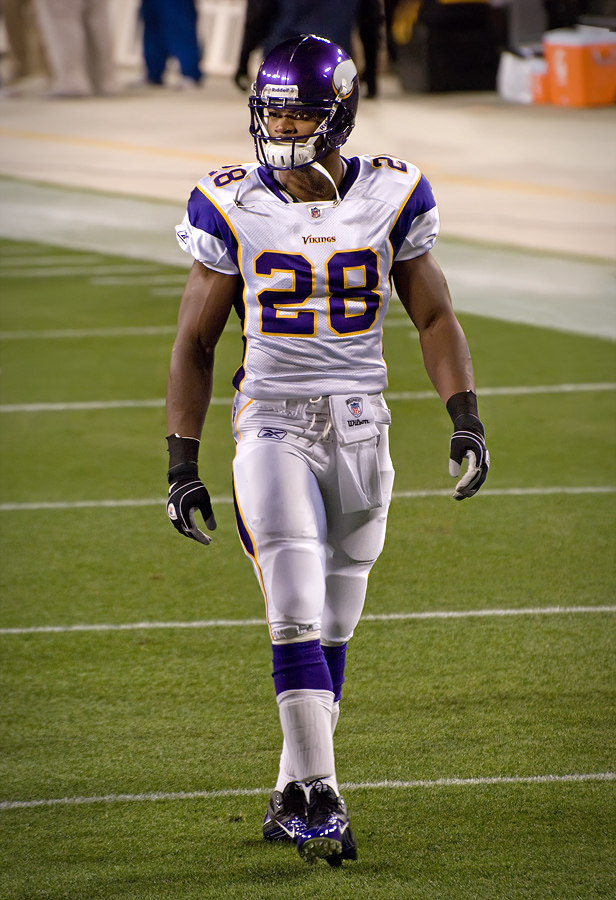
Adrian Peterson logró 2097 yardas en 2012.

Peterson comenzó la semana 1 después de que su estado físico era muy cuestionable, corrió para 84 yardas y 2 touchdowns, en su primer partido en más de 8 meses después de su grave lesión de ligamentos de la rodilla, al final el equipo ganó a los Jacksonville Jaguars por 23-26 en ese partido superó a Robert Smith (6818 yardas), para convertirse en el corredor número uno de todos los tiempos de los Vikings. En la semana 13 Peterson corre para 210 yardas y un TD en la derrota de Minnesota contra los Green Bay Packers por 14-23. A partir de la semana 13, ha ganado más yardas después del primer contacto que cualquier corredor en la liga con 595 yardas lo que lo hace líder de ese departamento.
En la semana 14 vencen a los Chicago Bears por 21-14, Peterson colabora con 154 yardas por tierra y 2 TDs.
Contra los Saint Louis Rams, jornada 15, Adrian Peterson corrió su mejor partido de la temporada con 212 yardas, incluyendo una escapada de 82 para touchdown y otra carrera en el tercer cuarto de 52 yardas que impulsó a los Vikings a una victoria de 36-22. Con lo acumulado en la semana 15 Adrian suma 1812 yardas por tierra, quedando a 294 yardas de romper la marca de la NFL para una temporada de 2105 impuesta por Eric Dickerson con Los Angeles Rams en 1984.
En la lista de jugadores del Pro-Bowl Peterson aparece como primer equipo, el mejor corredor de la liga. Esta será su quinta aparición en seis años en la liga.
Peterson y los Vikings cierran la temporada regular con 4 victorias y un respetable récord de 10-6. En el último partido contra los Green Bay Packers Adrian suma 199 yardas terrestres y finaliza la campaña regular con 2097 yardas para convertirse en apenas el séptimo corredor el rebasar las 2000 yardas por tierra en la victoria de los Vikes por 37-34, en ese juego también logra su primer TD por aire del 2012. La siguiente semana, ya en la postemporada, enfrentaron de nueva cuenta a los Packers en el juego de comodines en el Lambeau Field pero los Vikes son derrotados por 10-24. Peterson logra 99 yardas terrestres.
El 12 de enero de 2013 se anuncia la votación de la prensa asociada y Peterson, por unanimidad de votos, es considerado All-Pro 2012, el mejor jugador de su posición en la NFL.
El 2 de febrero de 2013 Adrian Peterson es nombrado el jugador más valioso (MVP), de la temporada del 2012. Peterson derrotó en la votación al QB de los Denver Broncos Peyton Manning.

##### 2013
Adrian Peterson abrió la temporada 2013 tomando su primer acarreo del año con 78 yardas para un touchdown. Peterson tuvo problemas en los 3 primeros partidos de la temporada sin el fullback All-Pro Jerome Felton quien bloqueaba para él, pero a su regreso en la semana 4 Peterson corrió para 140 yardas contra los Pittsburgh Steelers. El 10 de octubre de 2013, Peterson faltó a la práctica por «razones personales» y más tarde se supo que su hijo estaba en estado crítico. El hijo de Peterson después falleció debido a las lesiones sufridas por un asalto, al parecer por golpes propinados por el novio de la madre, el niño tenía 2 años. A pesar de la pérdida y el tiempo dedicado a responder a preguntas de los medios implacables que jugó contra los Carolina Panthers quienes derrotaron a los Vikings por 35-10.

##### 2014
El 12 de septiembre de 2014 Peterson fue acusado por cargos de abuso de menores en contra de su hijo de cuatro años, después fue suspendido para el partido de la semana 2 de Minnesota contra los New England Patriots. Posteriormente, el 17 de septiembre, Peterson fue colocado en la lista de la NFL de exento de permiso para jugar, el cual obliga a Adrian a «permanecer lejos de todas las actividades del equipo». Después de aceptar un acuerdo con la fiscalía de Texas a principios de noviembre, Peterson planeaba regresar ya en la semana 11. Sin embargo, el 18 de noviembre, la NFL anunció que Peterson sería suspendido durante al menos el resto de la temporada 2014 sin goce de sueldo.

#### New Orleans Saints
El 25 de abril de 2017 se anunció el fichaje de Peterson por los New Orleans Saints con un contrato de siete millones de dólares por dos años.

## Galardones y logros
- 2007 AP novato del año de la NFL
- 2007 Novato Pepsi de la NFL
- 2007 Segundo equipo All-Pro
- 2007 Pro Bowl MVP
- 2007 Pro Bowl
- 2008 Pro Bowl
- 2008 Best Breakthrough Athlete ESPY Award
- 2008 Título de más yardas por carrera con 1,760
- 2008 Primer equipo All-Pro
- 2008 FedEx Ground jugador del año
- 2009 Pro Bowl
- 2009 Primer equipo All-Pro
- 2010 Pro Bowl
- 2010 Segundo equipo All-Pro
- 2012 Primer equipo All-Pro
- 2012 Jugador más valioso MVP

### Récords de la NFL
- Más juegos de 200 yardas por tierra para un novato (2)
- Más yardas por carrera en los primeros ocho partidos (1036)
- Más yardas por carrera en un solo juego (296)
- Segundo novato en obtener la nominación de jugador más valioso en un Pro Bowl (Marshall Faulk en 1994)

### Récords de los Minnesota Vikings
- Más carreras para touchdown: 75[17]
- Más yardas terrestres en una campaña: 2097 (2012)[17]
- Más touchdowns por tierra en una temporada: 18 (2009)[17]
- Más yardas totales por tierra: 8564[17]
- Más acarreos totales: 1695[17]
- Más juegos de más de 100 yardas terrestres: 34
- Más juegos de más de 105 yardas terrestres: 14
- Más juegos de más de 200 yardas terrestres: 4
- Más juegos consecutivos de 100 o más yardas: 8
- Más temporadas de 1000 yardas terrestres: 5
- Más carreras de 50 o más yardas en un solo acarreo por temporada: 7
- Más yardas desde la línea de golpeo en una temporada: 2023 (2012)

## Estadísticas
Fuente: NFL.com.

### Temporada regular
|       |        | Carreras | Carreras | Carreras | Carreras | Carreras | Carreras | Carreras | Recepciones | Recepciones | Recepciones | Recepciones | Fumbles | Fumbles |
| Temp. | Equipo | J        | Int      | Yds      | Prom     | Yds/G    | Lgo      | TD       | Rec         | Yds         | Lgo         | TD          | Fum     | Perd    |
| ----- | ------ | -------- | -------- | -------- | -------- | -------- | -------- | -------- | ----------- | ----------- | ----------- | ----------- | ------- | ------- |
| 2007  | MIN    | 14       | 238      | 1341     | 5.6      | 95.8     | 73T      | 12       | 19          | 268         | 60T         | 1           | 4       | 3       |
| 2008  | MIN    | 16       | 363      | 1760     | 4.8      | 110.0    | 67T      | 10       | 21          | 125         | 16          | 0           | 9       | 4       |
| 2009  | MIN    | 16       | 314      | 1383     | 4.4      | 88.2     | 64T      | 18       | 43          | 436         | 63          | 0           | 7       | 6       |
| 2010  | MIN    | 15       | 283      | 1298     | 4.6      | 93.6     | 80T      | 12       | 34          | 366         | 33          | 1           | 1       | 1       |
| 2011  | MIN    | 12       | 208      | 970      | 4.7      | 80.8     | 54       | 12       | 18          | 139         | 22          | 1           | 1       | 0       |
| 2012  | MIN    | 16       | 348      | 2097     | 6.0      | 126.5    | 82T      | 12       | 39          | 213         | 20          | 1           | 4       | 2       |
| 2013  | MIN    | 14       | 279      | 1266     | 4.5      | 90.4     | 78t      | 10       | 29          | 171         | 22          | 1           | 5       | 3       |
| 2014  | MIN    | 1        | 21       | 75       | 3.6      | 75       | 17       | 0        | 2           | 18          | 9           | 0           | 0       | 0       |
| Total | Total  | 104      | 2054     | 10 190   | 5.0      | 98.0     | 82       | 86       | 208         | 1715        | 63          | 5           | 31      | 19      |